# Douglas (Man)
Douglas (Manx-Gaelisch: Doolish, "zwart water") is de hoofdstad en tevens de grootste stad van het eiland Man. De naam is samengesteld uit die van twee riviertjes, de Dhoo en de Glass, die hier samenstromen voor ze uitmonden in de zee. Het is het belangrijkste centrum op het eiland betreffende zaken, financiën, transport en vermaak. Douglas huisvest ook het overheidsgebouw van Man.
De plaats ontving in 2022 officieel stadsrechten in het kader van het platina regeringsjubileum van Elizabeth II. Er wonen 25.347 mensen, wat neerkomt op 32,75% van de bevolking van het eiland Man.

## Geografie
Douglas is gelegen in het oosten van het eiland in de buurt van de samenvloeiing van de twee rivieren, de Dhoo en de Glass. Bij Douglas stromen de rivieren de haven van Douglas in.
De stad is omgeven door verschillende andere kleinere steden en dorpen, met name Onchan in het noorden (dat binnen de agglomeratie van Douglas valt) en Union Mills in het westen.

## Bezienswaardigheden
- Gaiety Theatre, een schouwburg
- St Mary's Isle, een eiland in de Douglas Bay
- Douglas Bay Horse Tramway, tramlijn over de boulevard van Douglas die gebruik maakt van paardentrams.
- Victoria Road Prison, een gevangenis, de oudste van Man, nu afgebroken
- 50 St. Catherine's Drive (Douglas), geboortehuis van Barry Gibb, Robin Gibb & Maurice Gibb van de Bee Gees
- Manx Museum museum over het eiland Man in Douglas
- Villa Marina-theater aan de Harris Promenade in Douglas
- St Thomas' Church
- Old Kirk Braddan
- Loch Promenade Methodist Church

## Voetbal
Voetbal is de meest gespeelde sport van Man. Man heeft zijn eigen voetballeague, de Isle of Man Football League. Negen clubs komen uit Douglas.
- Braddan AFC
- Corinthians AFC
- Douglas and District FC
- Douglas Royal FC
- Gymnasium FC
- Police AFC
- Pulrose United AFC
- St Georges AFC
- St Marys AFC

## Motorsport

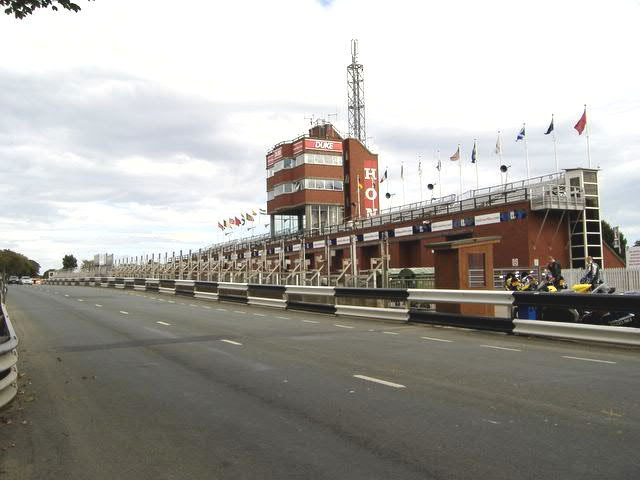
De start/finish op Glencrutchery Road in Douglas

Douglas is de start- en finishplaats van twee belangrijke motorraces, de Isle of Man TT, gedurende twee weken in het voorjaar, en de Manx Grand Prix, gedurende twee weken in het najaar. In Douglas ligt de start/finish (TT Grandstand) en Douglas maakte in de geschiedenis deel uit van een aantal verschillende stratencircuits: De Highroads Course en de Four Inch Course, die gebruikt werden voor de Gordon Bennett Trial en de RAC Tourist Trophy van 1904 tot 1922 en de Snaefell Mountain Course die sinds 1911 wordt gebruikt voor de Isle of Man TT en sinds 1923 voor de Manx Grand Prix. Van 1954 tot en met 1959 lag het ook in de Clypse Course, een korter circuit waar de lichtere klassen Lightweight TT, Ultra-Lightweight TT, de Sidecar TT en de amateurklassen Clubmans Junior TT en Clubmans Senior TT werden verreden. Van 1988 tot 2000 hoorde het bij het Willaston Circuit waar de Manx Classic Races gehouden werden.

## Geboren in Douglas
- Jonathan Bellis (1988), wielrenner
- Peter Buckley (1944-1969), wielrenner
- Mark Cavendish (1985), wielrenner
- Barry Gibb (1946), zanger en songwriter (Bee Gees)
- Maurice Gibb (1949-2003), zanger, bassist en componist (Bee Gees)
- Robin Gibb (1949-2012), zanger, songwriter en producer (Bee Gees)
- Peter Kennaugh (1989), wielrenner
- Mark Christian (1990), wielrenner
- Amy Jackson (1992), actrice
- Kieran Tierney (1997), voetballer
- Joe Locke (2003), acteur

## Overleden
- Gilberto Parlotti (1940-1972), motorcoureur

CategorieHoofdstad van een Brits overzees gebiedsdeel